# 史上最強の移動遊園地 DREAMS COME TRUE WONDERLAND 2003
『史上最強の移動遊園地 DREAMS COME TRUE WONDERLAND 2003』（しじょうさいきょうのいどうゆうえんち ドリームズカムトゥルー ワンダーランド トゥーサウザンドアンドスリー）は、DREAMS COME TRUEのライブビデオ。2003年12月17日発売。

## 解説
- 4年に一度のライブツアー「史上最強の移動遊園地 DREAMS COME TRUE WONDERLAND 2003」の模様を商品化。西川隆宏脱退後、2人体制になってからは初めての映像作品。
- ユニバーサルJ移籍後初の作品となった。
- 初回限定盤と通常盤の2形態で発売。ドリカムの作品としては初めて初回限定盤と通常盤を分けて発売した。
- メインの映像は、8月31日の備北丘陵公園での映像だが、本編では「LOVE GOES ON...」から「よろこびのうた」までは苗場公演の映像が使われている。
- 初回限定盤は「LOVE LOVE LOVE -ENGLISH VERSION-」を収録したCD(後に「LOVE OVERFLOWS -ASIAN EDITION-」に収録された。）とポスター付。
- コンピレーションアルバム「DREAMAGE-DREAMS COME TRUE “LOVE BALLAD COLLECTION”」と同時発売。
- 「史上最強の移動遊園地 DREAMS COME TRUE WONDERLAND '95★50万人のドリームキャッチャー」以来、自身2度目となる全国野外ツアーとして開催された。
- CS放送及び地上波において、短縮版が放映されている。
- ツアーのテーマは、前回が「1年中がワンダーランド」だったこともあり、「1日中がワンダーランド」であった。そのため、会場付近には出店や各地域の伝統芸能、ラジオブースなどが設けられ、朝から楽しめた。中には、ファミリーゾーンや会場近くの公園でお昼寝をする人もいたという[1]この時の運営システムが、後にいろいろな野外イベントに引用されるようになった[2]。
- 今回のステージのタイトルは、「ドリームみかん箱」。95年は「ドリームキャッチャー」、99年冬は「ドリームソーサー」であった。
- 「史上最強の移動遊園地 ドリカムワンダーランド '91」や「史上最強の移動遊園地 ドリカムワンダーランド '95★50万人のドリームキャッチャー」、「史上最強の移動遊園地 DREAMS COME TRUE WONDERLAND 1999 冬の夢」のような派手な演出は避けた他、ワンダーランドの定番である吉田美和のフライングも封印し、「自然に囲まれて音楽を感じるライブ」となった。

## 収録曲
1. LOVE GOES ON…
2. あはは
3. ひさしぶりの I Miss You
4. うれしはずかし朝帰り
5. なんて恋したんだろ
6. よろこびのうた
7. たんぽぽの堤防
8. 晴れたらいいね
9. a little waltz
10. 時間旅行
11. LOVE LOVE LOVE
12. 眼鏡越しの空
13. カノン
14. 愛してる 愛してた
  - フラメンコに挑戦した。
15. すき
16. どうやって忘れよう?
17. 涙の万華鏡
  - 吉田美和ソロアルバム『beauty and harmony』及び『beauty and harmony 2』のコーナー。ギタリストのDavid T. Walkerとともにセンターステージまで移動し、3曲披露した。
18. 生涯の恋人
19. 告白
20. Don't You Say…
21. 嵐が来る
22. SWEET REVENGE
23. IT'S SO DELICIOUS
24. 決戦は金曜日
25. 24/7 -TWENTY FOUR/SEVEN-
26. 朝がまた来る
27. 未来予想図
28. 未来予想図Ⅱ
29. うれしい！たのしい！大好き！
30. サンキュ.
31. あの夏の花火

## 初回盤CD収録曲
1. LOVE LOVE LOVE -ENGLISH VERSION-